# Zapovednik Galitsja Gora
Zapovednik Galitsja Gora (Russisch: Государственный природный заповедник Галичья Гора) is een strikt natuurreservaat gelegen in de oblast Lipetsk in het westen van Europees Rusland. De oprichting tot zapovednik vond plaats op 25 april 1925 per decreet van de Raad van Volkscommissarissen van de Russische SFSR. Zapovednik Galitsja Gora heeft een oppervlakte van 2,3 km², verdeeld over zes clusters. Hiermee is dit de kleinste zapovednik van Rusland.

## Deelgebieden
Zapovednik Galitsja Gora bestaat uit zes verschillende clusters:
- Galitsja Gora (Галичья Гора) - Heeft een oppervlakte van 0,19 km² en werd opgericht in 1925. Dit deelgebied is gelegen op ca. 20 km ten noorden van de plaats Zadonsk, aan de rechteroever van de rivier Don.[1][3]
- Morozova Gora (Морозова Гора) - Heeft een oppervlakte van 1 km² en werd opgericht in 1941. Ligt aan de overzijde van deelgebied Galitsja Gora, aan de linkeroever van de rivier Don.[1][3]
- Voronov Kamen (Воронов Камень) - Heeft een oppervlakte van 0,11 km² en werd opgericht in 1963. Dit deelgebied is gelegen op ca. 10 km ten westen van de stad Jelets aan de benedenloop van de rivier Vorgol.[1][3]
- Vorgolskië skaly (Воргольские скалы) - Heeft een oppervlakte van 0,3 km² en werd opgericht in 1969. Vorgolskië skaly ligt vlak naast deelgebied Voronov Kamen.[1][3]
- Pljoesjtsjan (Плющань) - Heeft een oppervlakte van 0,4 km² en werd opgericht in 1969. Dit deelgebied is gelegen op ca. 35 km ten noordoosten van deelgebied Galitsja Gora, in het stroomgebied van de rivier Soechoj Loebny.[1][3]
- Bykova Sjtsjeja (Бы́кова Шея) - Heeft een oppervlakte van 0,3 km² en werd opgericht in 1963. Dit deelgebied is gelegen op ongeveer 40 km van deelgebied Galitsja Gora, ca. 10 kilometer van deelgebied Pljoesjtsjan.[1][3]

## Kenmerken
De deelgebieden van Zapovednik Galitsja Gora liggen in de bossteppezone. Het gebied is voor ongeveer 50% bedekt met bossen. De belangrijkste bosvormende soorten zijn de zomereik (Quercus robur), Noorse esdoorn (Acer platanoides), winterlinde (Tilia cordata), ruwe berk (Betula pendula) en wilde appel (Malus sylvestris). De overige delen zijn bedekt met steppegemeenschappen en rotsachtige kalksteenhellingen. Diersoorten die in het reservaat voorkomen zijn bijvoorbeeld de das (Meles meles), vos (Vulpes vulpes), gevlekte soeslik (Spermophilus suslicus), zwarte wouw (Milvus migrans) en steppekiekendief (Circus macrourus).